# Nhựa kỹ thuật

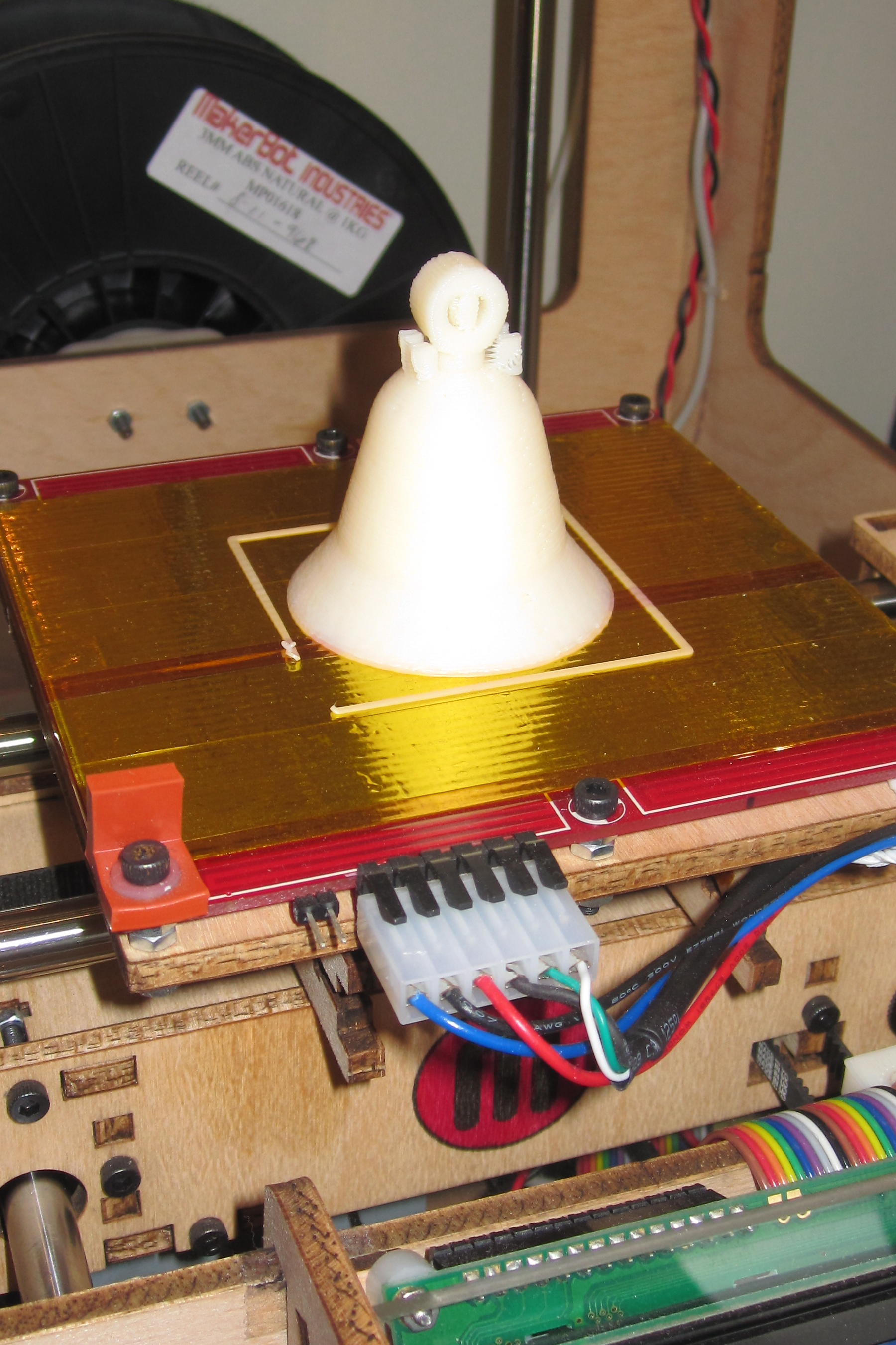
Một chiếc chuông ABS được sản xuất bằng máy in 3D.

Nhựa kỹ thuật là một nhóm các vật liệu nhựa có những đặc tính cơ học và/hoặc nhiệt học vượt trội so với các loại nhựa thông thường khác. Chúng thường được sử dụng trong các ứng dụng đòi hỏi cao về độ bền, chịu nhiệt, chịu mài mòn. Một số loại nhựa kỹ thuật như polystyrene, polyvinyl chloride, polypropylene và polyethylene.
Trong những năm gần đây, nhựa kỹ thuật đang dần thay thế các vật liệu truyền thống như kim loại, thủy tinh và gốm sứ trong nhiều ứng dụng. Theo số liệu thống kê của Hiệp hội Nhựa Thế giới (PlasticsEurope), năm 2020, lượng tiêu thụ nhựa kỹ thuật trên toàn thế giới đã vượt quá 22 triệu tấn.